# Wijk aan Zee en Duin
Wijk aan Zee en Duin is een voormalige heerlijkheid en gemeente in de streek Kennemerland, meer specifiek Midden-Kennemerland, in de provincie Noord-Holland. De gemeente fuseerde in 1936 met Beverwijk.

## Kernen
De gemeente bestond uit twee kernen: het kustdorp Wijk aan Zee en het meer landinwaarts gelegen dorp Wijk aan Duin, ook wel Wijk-Binnen genoemd, waaronder tevens vielen het Hofland en de (Wijker)Broekpolder. Uit beide namen is de naam van de gemeente ontstaan.
Wijk aan Zee was een vissersdorp. Het dorp is -voor zover bekend- de enige kustplaats van Holland die nog op zijn oorspronkelijke locatie ligt. Het dorp bestaat nog steeds als aparte kern binnen de gemeente Beverwijk. Het is geen visserdorp meer, maar een badplaats. Deze ontwikkeling is gestart in de tweede helft van de 19e eeuw.
Wijk aan Duin was een tuindersdorp en bestaat niet meer als aparte kern. Het vormt tegenwoordig een groot deel van westelijk Beverwijk. Het enige wat nog aan dit dorp herinnert is de naam Wijk aan Duinerweg, een belangrijke weg in dit deel van Beverwijk.

## Eigen identiteit
Toen er gestemd mocht worden over de fusiegemeente bleek dat 90% van de bevolking van Wijk aan Duin en slechts 10% van die van Wijk aan Zee vóór de op handen zijnde fusie was. Desondanks was dat een nipte meerderheid van 55%, aangezien Wijk aan Duin net iets groter was. De Wijk aan Zeeërs wilden eigenlijk niet fuseren omdat men bang was de eigen identiteit te verliezen. Tegenwoordig bestaat die angst nog steeds, zij het in veel lichtere mate dan toen. De huidige Beverwijkse politiek tracht Wijk aan Zee te betrekken bij alles wat gaande is in de gemeente, zonder dat daarmee de eigen identiteit van Wijk aan Zee in gevaar komt.

## Gemeentehuis

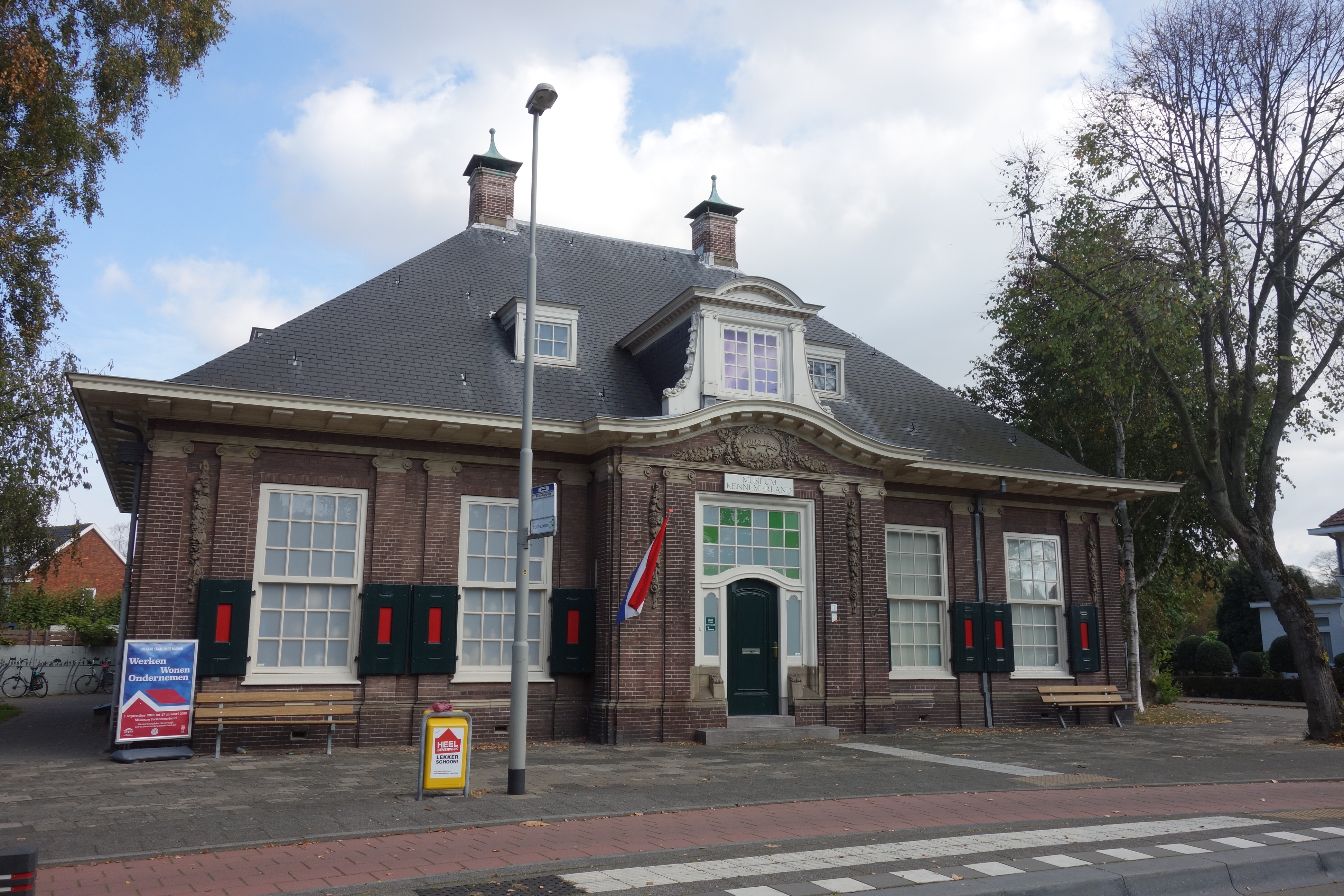
Het voormalige gemeentehuis aan het Westerhoutplein

Het gemeentehuis van de gemeente Wijk aan Zee en Duin stond in Wijk aan Duin tegenover het Park Westerhout aan de Zeestraat naar Wijk aan Zee en het Westerhoutplein. Thans is in het gebouw het Museum Kennemerland gevestigd, gewijd aan de streekhistorie.

## Geboren in Wijk aan Zee en Duin
- Coen Niesten (1938-2024), wielrenner